# Fatal Frame III: The Tormented
Fatal Frame III: The Tormented (conhecido no Japão como Zero: Shisei no Koe (零～刺青ノ聲～) e na Europa como Project Zero 3: The Tormented) é um jogo eletrônico de survival horror desenvolvido e publicado pela Tecmo em 28 de julho de 2005 no Japão, em novembro na América do Norte e em 24 de fevereiro de 2006 na Europa para o PlayStation 2. É terceiro jogo da série Fatal Frame. O enredo desse jogo traz laços dos dois últimos jogos.
O jogo é uma sequência direta de Fatal Frame e Fatal Frame II: Crimson Butterfly, visto que traz o retorno da personagem Miku Hinasaki, personagem principal de Fatal Frame, assim como outros personagens que compartilham uma conexão com os acontecimentos dos jogos anteriores.

## Enredo
Aos 23 anos de idade, a fotógrafa autônoma Rei Kurosawa ficou de luto por seu noivo, Yuu, que morreu após um acidente de carro, em consequência da imprudência de trânsito causada por ela. Dois meses depois, Rei descobre sua imagem em uma das fotos que ela havia fotografado por atribuição em uma Casa Assombrada. Pouco tempo depois, Rei começa a ter recorrentes pesadelos em que ela está seguindo Yuu em torno de uma velha mansão japonesa, chamada "Manor of Sleep" (Mansão do Sono), durante uma forte nevasca, levando-a a ser amaldiçoada por uma fantasma tatuada. Ao acordar, Rei percebe que uma tatuagem misteriosa aparece em seu corpo, que começa a se espalhar conforme ela sonha com a "Manor of Sleep".
Como Rei continua a explorar a "Manor of Sleep", ela começa a receber notas investigativas de Kei Amakura, um amigo próximo de Yuu que escreve em suas cartas que ele e sua sobrinha Mio possuem os mesmos sintomas que ela.  Rei descobre que sua assistente fotográfica, Miku Hinasaki, também está sendo consumida pela maldição. As fronteiras entre os sonhos de Rei e a realidade são quebradas a partir do momento em que fantasmas começam a aparecer em sua casa e a contusão em seu corpo continua a se expandir e formar uma tatuagem semelhante à fantasma tatuada que a tocou.
Rei aprende por meio de diários de pesquisas e descobertas que os sonhos são causados por uma maldição trazida por Reika Kuze, uma sacerdotista encarregada de conter as dores emocionais causadas pela morte de Yuu dentro das tatuagens em seu corpo. Embora destinada ao descanso eterno, Reika tinha lançado involuntariamente a "Rift", uma forma de escuridão que destrói a aldeia, depois de ver seu amante de infância, Kaname, assassinado na frente de seus olhos. Agora, corrompida e incapaz de descansar eternamente, ela assombra as pessoas com fortes ligações com entes queridos falecidos. Neste tempo, as tatuagens "Reika" tinham amaldiçoado suas vítimas com a vontade de cobrir-lhe completamente seus corpos e levá-los a desaparecer, deixando para trás apenas a fuligem negra, embora seguir os mortos conduziria à morte. Porque Rei se culpa pela morte de Yuu; Miku se culpa pela morte de seu irmão Mafayu, e Kei e Mafayu estão sendo sonhados por Mio, então todos estão presos na "Manor of Sleep".
Quando Miku entra em coma, Rei perde toda a esperança de acabar com a maldição até que Kei sugere que, ao ter o corpo da "Tattooed Priestess" estacado na "Chamber of Thorns", ela descansará em paz e não as prejudicará mais. No entanto, ele fica preso na câmara por conta própria enquanto faz a terrível descoberta de que seu corpo já foi preso ao solo. Restanto apenas Rei, ela confronta Reika e exorciza o seu espírito.
Seguindo a letra da canção de um ritual, Rei coloca os corpos de Reika(a sarcedotisa) e Kaname(seu amado) em um pequeno barco e empurra-os através do mar subterrâneo atrás da pedra da câmara de ritual, o Abismo de Horizon, a passagem para o mundo espiritual. Como o barco começa a desaparecer conforme a distância, outros espíritos mortos começam a atravessar o mar, sendo um deles Yuu. A tatuagem que antes abrangia Rei é transferida para o corpo de Yuu, que insiste que ela deva continuar a viver e manter sua memória viva, uma vez que Rei e Miku acordarem, elas retornem às suas vidas normais.
Este jogo possui dois finais distintos. O "Normal Ending" demonstra que Rei e Miku sobreviveram, enquanto Kei morreu e seu espírito foi perdido quando capturou Reika. O destino de Mio é desconhecido. O "True Ending" (Final Verdadeiro) é alcançado após terminar o jogo uma vez. Esse final mostra que, tanto Kei quanto a Mio sobrevivem, e que Mio é apresentada a Rei e Miku, após os eventos principais do jogo.

## Jogabilidade
O jogador controla a/o personagem Rei, Miku ou Kei e tem como arma do jogo a "Camera Obscura", que pode ser utilizada para selar o espírito de um fantasma. O jogador explora em terceira pessoa, tanto no mundo dos sonhos, a "Manor of Sleep", quanto no mundo real. Na tela, há um sensor de fantasmas chamado "filament" (filamento), utilizado para detectar se um fantasma está presente no local. Quando o filamento incandesce na cor vermelha, indica que fantasmas hostis estão nas proximidades. Se o filamento incandescer na cor azul, indicará fantasmas neutros ou amigáveis, que não irão atacar, mas poderão ser capturados pela câmera em troca de pontos, que são utilizados para evoluir a câmera. Em qualquer ponto do jogo, o jogador poderá entrar no modo de câmera em primeira pessoa, chamado de "Finder Mode" ou no visor. A câmera possui uma quantidade limitada de filmes. Como dito anteriormente, ao fotografar um fantasma amigável, neutro ou hostil, o jogador ganhará pontos, que podem ser utilizados para aprimorar a câmera. Diferentes "upgrades" podem ser adquiridos, e o jogador poderá escolher como evoluir a câmera.
Fatal Frame III: The Tormented é divido em sequências diurnas e noturnas. Durante o dia, Rei se movimenta por sua casa, conversando com outros personagens e revelando fotografias na sala escura. À noite, Rei entra na "Manor of Sleep" por meio de seus sonhos. Ao completar cada capítulo no jogo, referido como "Hour" (Hora) no jogo, Rei acorda de volta ao mundo real. No entanto, como parte da trama do jogo, as fronteiras entre os dois mundos vão sendo quebradas. Como resultado, ela começa a ter visões de fantasmas, mesmo enquanto acordada e a misteriosa tatuagem cresce, cobrindo cada vez mais uma maior porcentagem do seu corpo.
Em alguns capítulos, o jogador jogará com Miku ou Kei. Cada personagem possui habilidades diferentes. Rei é capaz de usar o Flash da câmera para "assustar" alguns espíritos, embora só possa utilizar isso um número limitado de vezes, no entanto, a quantidade máxima pode ser ampliada por meio dos "upgrades" da câmera. Miku tem como especial a "Sacred Stone", que reduz a velocidade dos espíritos quando usada, e uma habilidade chamada "Double", que lhe permite carregar a câmera duas vezes. Kei, com sua maior força física, pode realizar ações como mover uma estante ou pular de um telhado de um lado para o outro. No entanto, como sua câmera é significativamente mais fraca que a câmera de Rei ou da Miku, ele deve utilizar o "Hide" para se esconder dos fantasmas (quando o "filament" estiver com a cor vermelha incandescendo, significa que o fantasma o localizou, e quanto estiver azul, significa que o fantasma ainda não o localizou).

## Desenvolvimento
Fatal Frame III: The Tormented seria lançado para Xbox, no entanto, o lançamento nunca ocorreu.

## Recepção
Fatal Frame III: The Tormented teve uma recepção positiva por parte dos críticos. A GameRankings avaliou o jogo em 79,70%, enquanto a Metacritic avaliou em 78/100.